# Stazione di Itri
A Stazione di Itri vasútállomás Olaszországban, Itri településen.

## Vasútvonalak
Az állomást az alábbi vasútvonalak érintik:
- Róma–Formia–Nápoly-vasútvonal

## Kapcsolódó állomások
A vasútállomáshoz az alábbi állomások vannak a legközelebb:
- Stazione di Formia-Gaeta (Stazione di Minturno-Scauri, FL7)
- Stazione di Fondi-Sperlonga (Stazione di Roma Termini, FL7)